# Cirrostratus

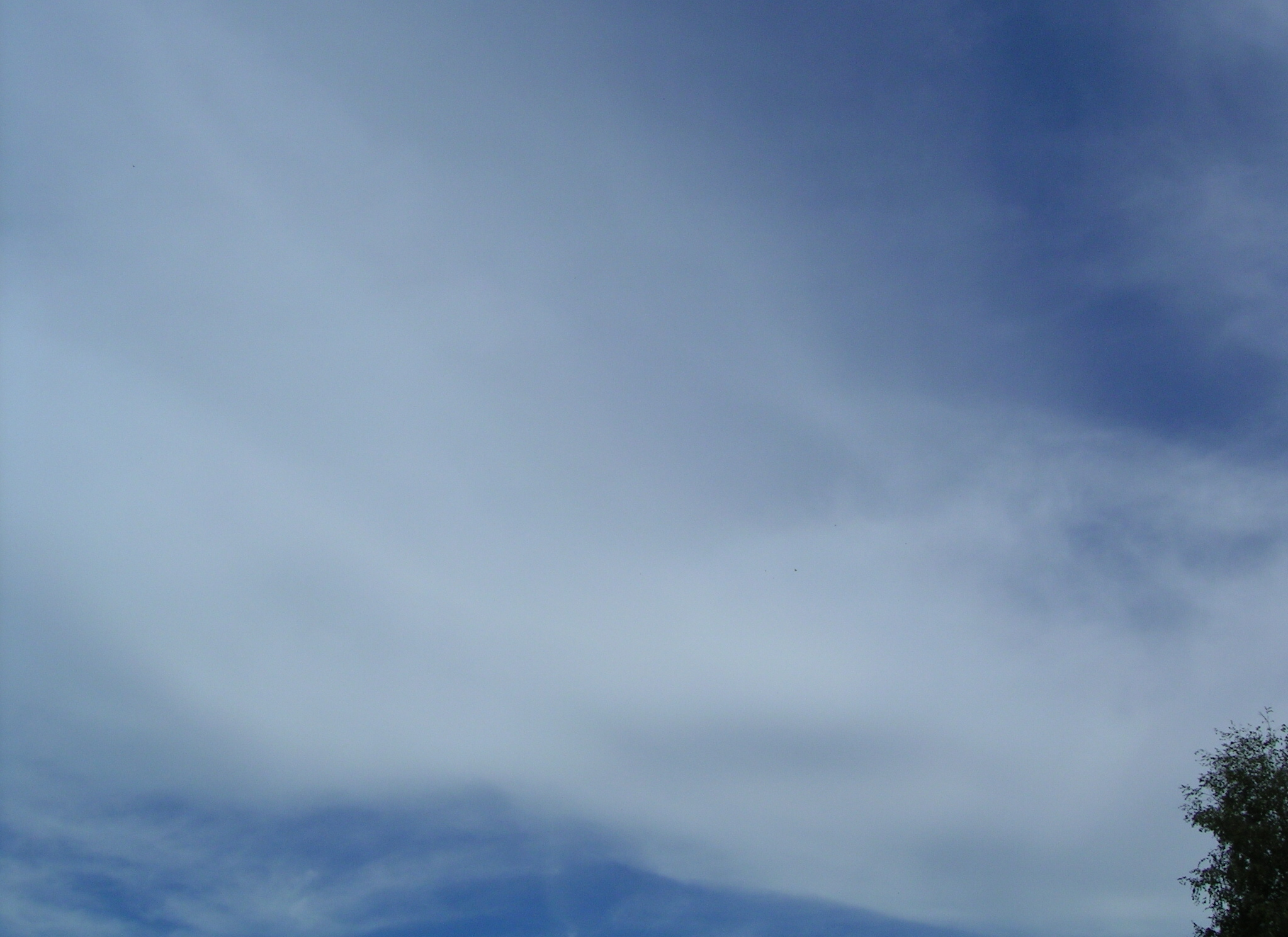
Cirrostratuswolken

Cirrostratus (lat. cirrus „Haarlocke, ein Büschel Pferdehaar, Federbusch“ und stratus „ausgedehnt, ausgebreitet, mit einer Schicht bedeckt“; Abk.: Cs), im deutschen Sprachraum auch als Schleierwolken bezeichnet, sind feine, durchscheinende, strukturlose bis faserige Schleier aus Eiskristallen, die sich bilden, wenn große Warmluftmassen langsam emporsteigen, sich dabei abkühlen und die Feuchtigkeit kondensiert. Obwohl man die Wolken oft nicht bemerkt, können sie doch die Sonneneinstrahlung und somit die Temperatur senken – wenn sie dichter sind, wird das auch schnell spürbar, wenn die Sonne nicht mehr mit voller Kraft scheint. Sie sind auch häufig Vorboten einer Warmfront und damit einer Wetterverschlechterung, was man besonders dann voraussehen kann, wenn sie sich verdichten und langsam „tiefer“ werden (zu Altostratus). Im Sommer sind sie aber auch sonst am Himmel zu sehen. Im Gegensatz zum Altostratus (As) erzeugt der Cirrostratus oft Halos. Auch die Beobachtung der Zuggeschwindigkeit hilft dabei, ihn vom dünneren Altostratus zu unterscheiden.
Spezielle Arten von Cirrostratus sind fibratus und nebulosus sowie die Unterarten duplicatus und undulatus. Für Sonderformen, Begleit- und Mutterwolken siehe den Artikel Wolke.

## Physikalischer Aufbau und Erscheinungsform

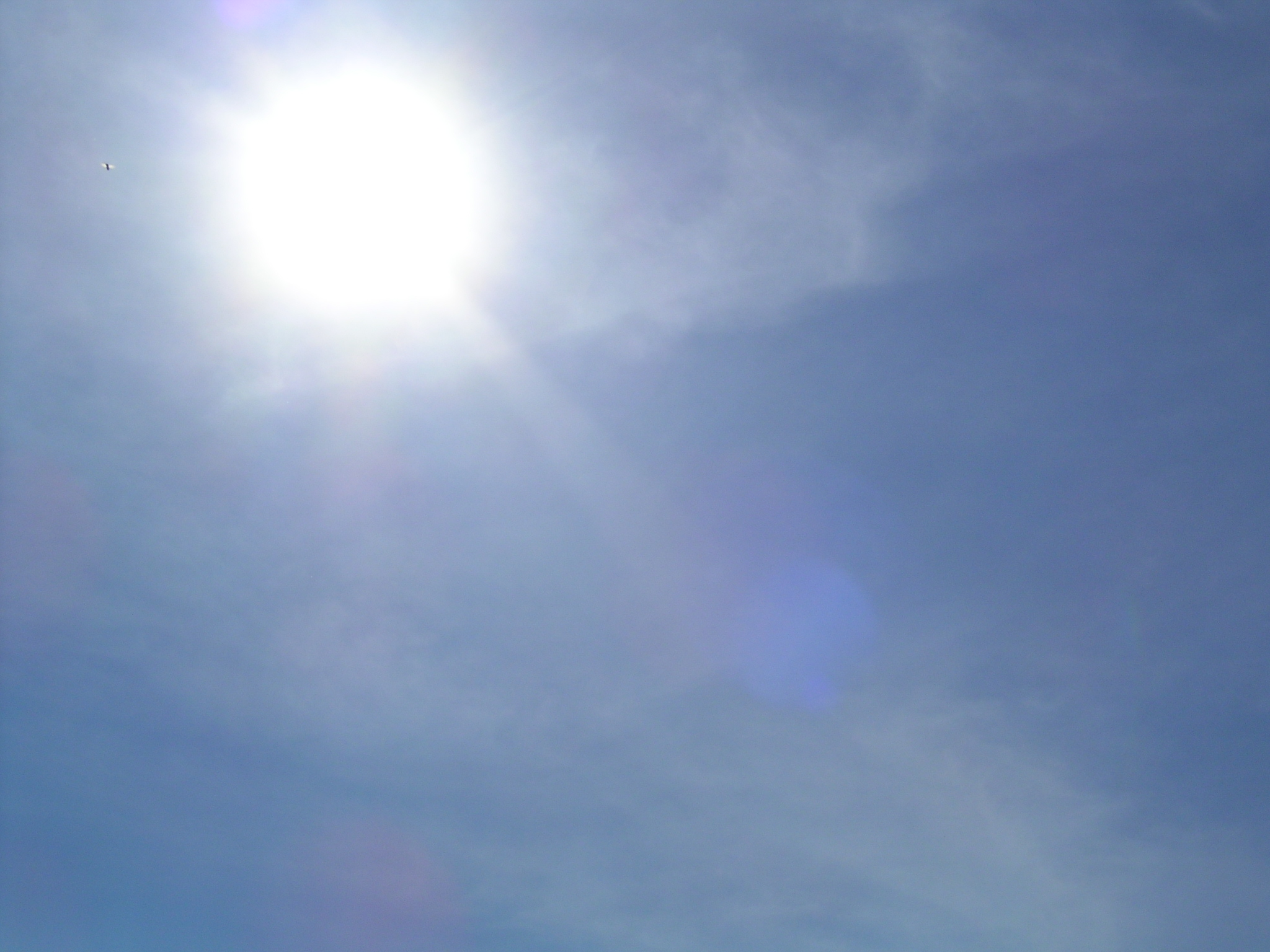
Cirrostratus nebulosus (Cs neb)

- Cirrostratus besteht hauptsächlich aus Eiskristallen.
- Cirrostratus kann in Form eines faserigen Schleiers auftreten, in dem dünne Streifenbildungen vorhanden sein können (fibratus), oder wie ein nebelartiger Schleier aussehen (nebulosus). Der Rand eines Cirrostratus-Schleiers ist manchmal scharf abgegrenzt, franst jedoch häufiger cirrusartig aus.
- Cirrostratus ist niemals so dick, dass Gegenstände auf der Erde keine Schatten werfen, außer bei niedrigem Sonnenstand.
- Die Bemerkungen über die Farbe von Cirrus-Wolken gelten weitgehend auch für Cirrostratus.
- Im dünnen Cirrostratus werden häufig Halo-Erscheinungen beobachtet; bisweilen ist der Cirrostratus-Schleier so dünn, dass ein Halo den einzigen Hinweis auf dessen Vorhandensein liefert.

Siehe auch: Kondensstreifen

## Entstehung
Cirrostratus bildet sich, wenn ausgedehnte Luftschichten langsam bis in genügend große Höhen gehoben werden.
Cirrostratus kann auch durch das Zusammenwachsen von Cirrus oder Cirrocumulus-Teilen oder durch Eiskristalle, die aus Cirrocumulus fallen, entstehen. Ferner kann sich Cirrostratus durch das Dünnerwerden von Altostratus oder bei Ausbreitung des Ambosses einer Cumulonimbus-Wolke bilden.

## Unterschied zu

### Cirrus
Cirrostratus unterscheidet sich von Cirrus dadurch, dass er in Form eines Schleiers von zumeist großer horizontaler Erstreckung auftritt.

### Cirrocumulus und Altocumulus
Cirrostratus hat ein allgemein diffuses Aussehen und zeigt keine körnige oder gerippelte Struktur, schuppenartige Teile, Ballen, Walzen usw., also Merkmale, die für Cirrocumulus und Altocumulus charakteristisch sind.

### Altostratus
Cirrostratus unterscheidet sich von Altostratus dadurch, dass er von geringerer Mächtigkeit ist und Halo-Erscheinungen vorkommen können. Cirrostratus in Horizontnähe kann mit Altostratus verwechselt werden. Die Langsamkeit sowohl der wahrnehmbaren Bewegung als auch der Veränderungen von Mächtigkeit und Erscheinungsform ist für Cirrostratus charakteristisch und gibt einen guten Anhalt für die Unterscheidung dieser Wolke von Altostratus und Stratus.

### Stratus
Cirrostratus kann mit sehr dünnem Stratus verwechselt werden, der bei einem Winkelabstand von weniger als 45 Grad von der Sonne leuchtend weiß erscheinen kann. Jedoch unterscheidet sich Cirrostratus von Stratus dadurch, dass er überall weißlich aussieht und möglicherweise eine faserige Struktur aufweist. Darüber hinaus sind bei Cirrostratus häufig Halo-Erscheinungen zu sehen, während dies bei Stratus – ausgenommen bei sehr niedrigen Temperaturen – nicht der Fall ist.

### Trockener Dunst
Cirrostratus unterscheidet sich von einem Dunstschleier dadurch, dass letzterer opaleszent ist oder eine schmutzig gelbliche bis bräunliche Färbung hat. Es ist manchmal schwierig, Cirrostratus durch Dunst hindurch zu erkennen.